# Montornès de Segarra
Montornès de Segarra és un municipi de la comarca de la Segarra, a Catalunya, des de 1989, i es troba al límit amb l'Urgell, al qual pertanyia des de la incorporació de la divisió territorial de 1936.

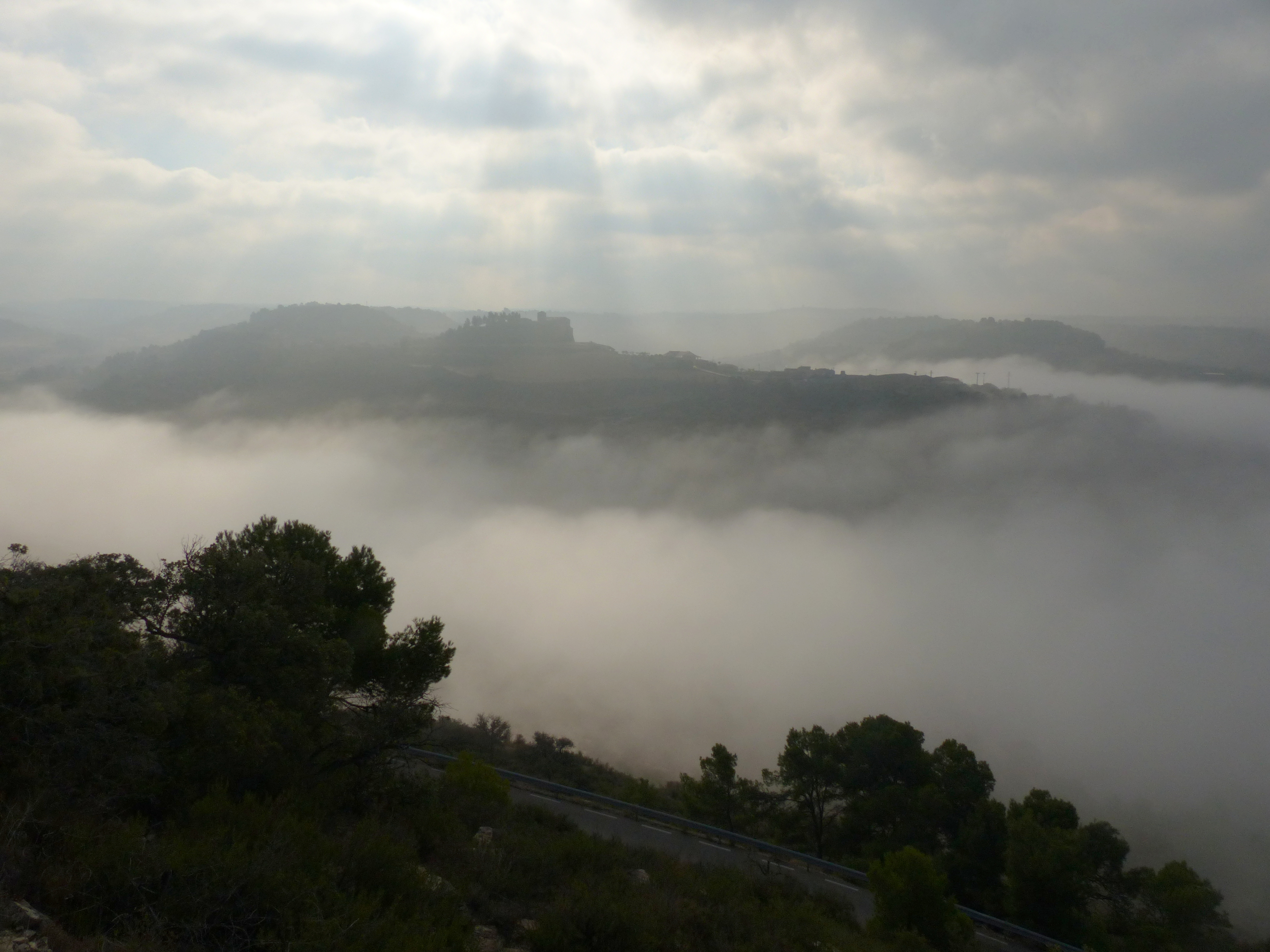
Paisatge de Montornès de Segarra, un matí emboirat de tardor, vist des del seu vessant nord.

Els principals nuclis de població d'aquest municipi són el poble de Montornès de Segarra, cap de municipi, i el del Mas de Bondia.
El poble, aturonat a 605 m d'altitud, és situat a la confluència del Riu Cercavins i de la riera de Montornès, que desguassa per l'esquerra procedent del terme de Montoliu de Segarra.
El presideixen les restes del castell de Montornès (algunes de les seves parets daten dels segles xii i xiii) i l'església parroquial, adossada a l'antic castell, és dedicada a Sant Joan Baptista, bastida probablement aprofitant alguna de les dependències del castell, amb elements afegits d'estil renaixentista. Conserva alguns racons típics i agradables, amb cases antigues de portals adovellats. El castell es bastí en l'època de la conquesta de la zona sobre uns estrats de poblament ibèrics i romans en un lloc que estratègicament dominava les terres del voltant. La primitiva església del castell, desapareguda totalment, es devia situar tocant el cementiri antic.
L'agricultura i la ramaderia són les úniques activitats econòmiques del municipi: cereals, oli, vi i ametlles al secà (el regadiu es limita a 2 ha, regades amb aigua de pous), bestiar oví i animals de granja. La zona forestal (alzines i roures) ocupa 300 ha.
El 2019 l'alcaldessa Laura Cortada Cortada va substituir a Marta Huguet Mas.
El 26 de Maig de 2019 la candidatura del PSC encapçalada per Dionís Oña i Martín va guanyar les eleccions obtenint 2 regidors. L'altre regidor va ser per Junts per Catalunya candidatura que encapçalava Laura Cortada, això va fer que el 14 de Juny de 2019 Dionís Oña i Martín és convertís en nou Alcalde del municipi càrrec que va revalidar a les eleccions del 28 de Maig de 2023.
| Entitat de població  | Habitants (2024) |
| Mas de Bondia        | 49               |
| Montornès de Segarra | 39               |
| Font: Idescat        |                  |

## Demografia
| 1497 f | 1515 f | 1553 f | 1717 | 1787 | 1857 | 1877 | 1887 | 1900 | 1910 |
| ------ | ------ | ------ | ---- | ---- | ---- | ---- | ---- | ---- | ---- |
| 29     | 32     | 41     | 112  | 213  | 368  | 366  | 365  | 306  | 331  |

| 1920 | 1930 | 1940 | 1950 | 1960 | 1970 | 1981 | 1990 | 1992 | 1994 |
| ---- | ---- | ---- | ---- | ---- | ---- | ---- | ---- | ---- | ---- |
| 323  | 361  | 307  | 279  | 271  | 202  | 138  | 132  | 123  | 123  |

| 1996 | 1998 | 2000 | 2002 | 2004 | 2006 | 2008 | 2010 | 2012 | 2014 |
| ---- | ---- | ---- | ---- | ---- | ---- | ---- | ---- | ---- | ---- |
| 105  | 101  | 104  | 102  | 100  | 105  | 107  | 104  | 92   | 105  |

| 2016 | 2018 | 2020 | 2022 | 2024 | 2026 | 2028 | 2030 | 2032 | 2034 |
| ---- | ---- | ---- | ---- | ---- | ---- | ---- | ---- | ---- | ---- |
| 100  | 98   | 96   | 92   | 88   | -    | -    | -    | -    | -    |

## Geografia
- Llista de topònims de Montornès de Segarra (Orografia: muntanyes, serres, collades, indrets..; hidrografia: rius, fonts...; edificis: cases, masies, esglésies, etc).